# Propionsyrauri

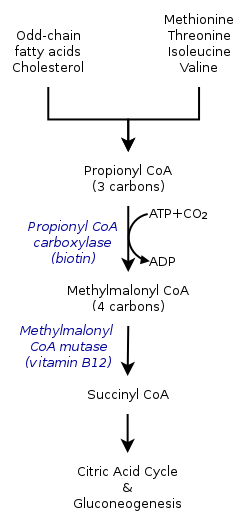
Mekanism för propionyl-CoA

Propionsyrauri är en ovanlig autosomalt recessiv metabol sjukdom som orsakas av att enzymet propionyl-CoA-karboxylas inte fungerar som det ska, vilket gör att vissa aminosyror och vissa fettsyror inte kan brytas ned. Detta leder till ansamling av giftiga biprodukter, vilket sedan orsakar symptomen.
Sannolikheten att drabbas är ungefär 1 på 100 000-150 000.

## Mekanism
Sjukdomen beror på att enzymet propionyl-CoA-karboxylas inte har en normal funktion. Detta betyder att propionyl-CoA inte bryts ned i samma omfattning till metylmalonyl-CoA och vidare till succinyl-CoA. När inte propionyl-CoA, som bland annat är en nedbrytningsprodukt av aminosyrorna isoleucin, valin, metionin och treonin samt fettkedjor med ett udda antal kolatomer, kan brytas ned omvandlas det istället genom hydrolysering till propionsyra. Detta leder till en ansamling av propionsyra samt andra giftiga biprodukter, som exempelvis ammoniak och olika organiska syror.

## Symptom och behandling
Obehandlad manifesterar sig sjukdomen tidigt efter födseln genom bland annat epileptiska anfall, lågt blodtryck, kräkningar, svårigheter med intag av mat samt lättirritabilitet. För att behandla detta tillstånd måste patienten följa en specifik diet samt även inta antibiotika mot bakterier i tarmen som producerar propionsyra. Om tillståndet är akut, behandlas patienten med glukos intravenöst samt avbrytande av annat födointag. Detta för att patienten ska undvika att få i sig de aminosyror och fettsyror som inte kan brytas ned, men samtidigt få i sig energi. Dialys för att sänka ammoniumjonkoncentrationen i blodet kan även bli aktuellt.

## Diagnostik
Screening för propionsyrauri ingår i PKU-screeningen av nyfödda barn för allvarliga medfödda sjukdomar. För att fastställa diagnos screenas en liten mängd blod efter en onormal acylkarnitinprofil samt urin efter olika organiska syror. För att konfirmera diagnosen kan lymfocyter genotypas efter mutationer i generna PCCA eller PCCB.
Några andra indikationer på sjukdomen är lågt pH i blodet, anemi, eller en onormalt hög nivå av ammoniumjoner i blodet.

## Genetik
Propionyl-CoA-karboxylas består av två subenheter, vilka kodas av generna PCCA och PCCB. PCCA ligger på lokus 13q32.3 och PCCB på lokus 3q22.3.
PCCA har 24 exon och 23 intron som ger upphov till 15 olika transkript, medan PCCB har 16 exon och 15 intron, och ger upphov till 20 olika transkript.
Genetiska förändringar hos PCCA och PCCB leder, beroende på var förändringen sker, till olika svårighetsgrad hos sjukdomen. Exempelvis kan genetiska förändringar som enbart sänker förmågan att binda propionyl-CoA leda till en mildare variant av sjukdomen, medan genetiska förändringar som helt inaktiverar den enzymatiska aktiviteten leda till ett gravare sjukdomstillstånd. Den vanligaste sortens patologiska förändring är så kallade missensevarianter, vilket är varianter där en aminosyra i aminosyrasekvensen är förändrad, utan att sekvensens längd är förändrad.
Sjukdomen baseras på två gener, vilka vardera har ca 100 ovanliga rapporterade relaterade genetiska variationer.